# امور لکه‌دار
امور لکه‌دار (به هندی: Rafoo Chakkar) فیلمی محصول سال ۱۹۷۵ و به کارگردانی نارندرا بدی است. در این فیلم بازیگرانی همچون ریشی کاپور، نیتو سینگ، مادان پوری، راجندرا نات، پاینتال و آسرانی ایفای نقش کرده‌اند.